# Martha Kwataine
Martha Kwataine là một nhà vận động về sức khỏe và nhân quyền của Malawi. Cô đồng thời là người sáng lập và cựu giám đốc điều hành của Mạng lưới Công bằng Y tế Malawi - Malawi Health Equity Network (viết tắt là MHEN).
Vào tháng 10 năm 2006, Kwataine đã thành lập Mạng lưới Công bằng Y tế Malawi (MHEN) và trở thành giám đốc điều hành. MHEN là một "liên minh độc lập của các tổ chức và cá nhân thúc đẩy công bằng và chất lượng" trong chăm sóc sức khỏe, và có trụ sở tại Lilongwe, thủ đô của Malawi.
Năm 2010, một báo cáo của MHEN cho thấy bộ y tế của chính phủ đã dành 50-60% ngân sách cho các hoạt động tại trụ sở chính, thay vì cho các cơ sở trên toàn quốc. Kwataine nhận xét: "Đây là tiền dành cho các khoản phụ cấp và xe bốn bánh chạy đua trên đường phố thủ đô, nhưng 80% người dân Malawi đang ở khu vực nông thôn, nơi các vấn đề sức khỏe luôn khắc nghiệt".
Năm 2012, Kwataine chuyển đến Washington DC ở Hoa Kỳ để vận động chính phủ Hoa Kỳ giúp đỡ và hỗ trợ.
Vào tháng 11 năm 2015, Kwataine bất ngờ từ chức giám đốc điều hành của Mạng lưới công bằng y tế ở Malawi. Cô được cho là đã rời tổ chức này để nhận một công việc tại Tổ chức phi lợi nhuận ActionAid.